# Wilchingen
Wilchingen – miejscowość i gmina w północnej Szwajcarii, w kantonie Szafuza. 1 stycznia 2005 do gminy przyłączono gminę Osterfingen. 

## Demografia
W Wilchingen mieszka 1738 osób. W 2021 roku 14,5% populacji gminy stanowiły osoby urodzone poza Szwajcarią. 

## Transport
Przez teren gminy przebiega droga główna nr 13.
Znajduje się tutaj stacja kolejowa Wilchingen-Hallau.